# Classement X
Pour les épisodes de séries télévisées, voir Saison 6 de Dr House#Épisode 8 : Classé X et Liste des épisodes d'Alerte Cobra#Saison 16 (2004).
Le classement X désigne dans plusieurs pays les films les plus fortement déconseillés ou interdits aux personnes les plus jeunes.
En droit français, X désigne le classement attribué aux films interdits aux moins de dix-huit ans en France, considérés comme pornographiques ou bien mettant en scène des violences. Ce classement est à différencier de la simple interdiction aux moins de 18 ans, qui n'est pas assortie des mêmes contraintes légales. Environ un millier de films ont été classés X au total.

## Espagne
En Espagne, un film peut être classé par l'Institut de cinématographie et des arts audiovisuels (es) comme Película X pour pornographie ou bien « apologie de la violence,. »
En 2009, le fim Saw 6 fut classé X pour apologie de la violence ; il est le seul en Espagne dans ce cas,,.

## États-Unis
En anglais, « classer X » se dit to X-rate, « classement X », X-rating, « classé X », X-rated.
La mention X a existé mais n'était ni une marque déposée, ni une mention dont l'usage était fixé par une loi. Elle pouvait être posée sur les films par les producteurs eux-mêmes en plus de la MPAA. La Motion Picture Association of America avait repris cette appellation pour les films avec des thématiques bien plus adultes: par exemple, Macadam Cowboy, qui abordait le sujet de l'homosexualité, fut classé X et remporta plusieurs prix tels qu'un Oscar; de même, Faut-il tuer Sister George ? et Les Damnés furent classés X.
En 1974, le film The Street Fighter fut classé X uniquement pour son extrême violence.
Des films tels que RoboCop et Scarface furent classés X,,.
Les producteurs de films pornographiques attribuaient des X à leur films, allant jusqu'à placer un double voire un triple « X » pour indiquer que leur film avait un contenu sexuel bien plus important que le stade à partir duquel le film est interdit aux moins de 18 ans. Le X devint ainsi synonyme de pornographie.
En conséquence, la MPAA renonce en 1990 à utiliser cette appellation et la remplace par la mention « NC-17 » (interdit aux enfants de 17 ans ou moins), la mention la plus restrictive de leur nouvelle classification. Elle la dépose comme marque, ce qui a l'avantage de clairement recouvrir à la fois la violence et la pornographie.

## France

### Histoire duclassementX
Le relâchement de la censure cinématographique qui accompagne l'élection de Valéry Giscard d'Estaing à la présidence de la République voit le déferlement d'une vague de cinéma pornographique et érotique profitant de l'absence de législation : en 1974, année de sortie d’Emmanuelle, sur 520 films distribués en France, 128 s'affichent comme érotiques, voire carrément pornographiques (par exemple, Exhibition de Jean-François Davy). Le gouvernement du Premier ministre Jacques Chirac, jusque-là attentiste, se range à l'idée d'une taxation, plutôt que d'une censure.

### La loi

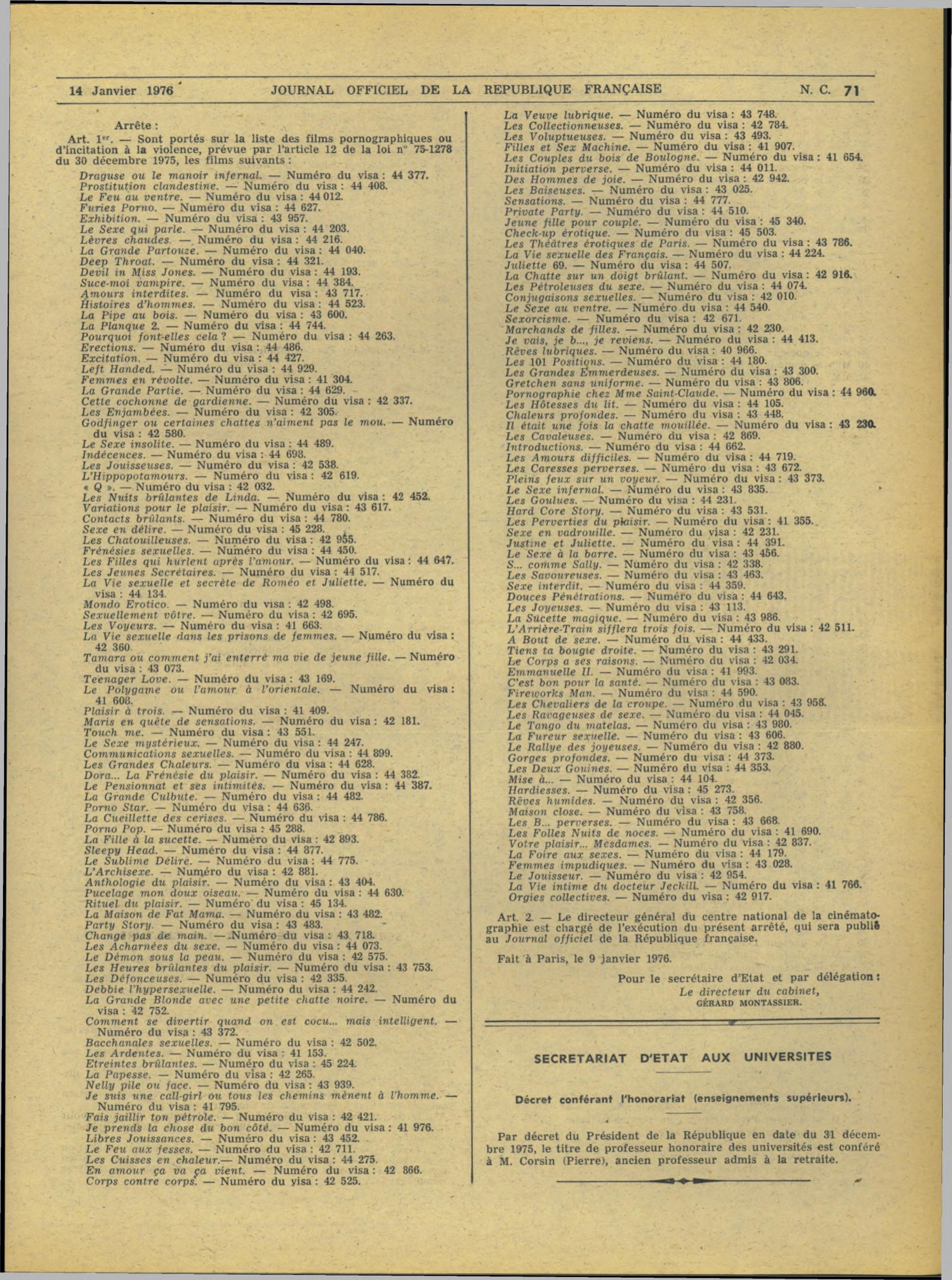
Liste de films pornographiques ou d'incitation à la violence publiée au Journal officiel le 14 janvier 1976.

Ce classement a été introduit par le décret du 31 octobre 1975 puis par les articles 11 et 12 de la loi du 30 décembre 1975 (loi de finances pour 1976). Lors des débats à l'Assemblée nationale, le député UDR du Val-de-Marne Robert-André Vivien fait à cette occasion un lapsus : « M. le ministre, durcissez votre sexe ! Euh pardon, votre texte ! ».
Cette loi, abrogée par l'article 9 de l'ordonnance no 2009-901 du 24 juillet 2009, taxait plus lourdement ces films que les autres (TVA majorée, prélèvement de 20 % sur les bénéfices pour soutenir les films « de qualité »), et les exclut, ainsi que le réseau de salles spécialisées qui les diffusent, de toute subvention publique. Mais elle ne précise pas ce qu'est un film pornographique ou incitant à la violence. Le classement X est attribué par une « commission du classement des œuvres cinématographiques » du CNC, dont la composition est détaillée dans un décret du 23 février 1990.
L'article L311-2 du Code du cinéma et de l'image animée issu de l'ordonnance no 2009-901 du 24 juillet 2009 est venu remplacer ces anciens articles. Désormais, les films à caractère pornographique ou d'incitation à la violence, ne pourront recevoir d'aide sélective, de plus, les établissements spécialisés dans la diffusion de films à caractère pornographique ne pourront recevoir d'aide automatique ou sélective.

### Palmarès
Les premiers films classés X datent de la fin de l'année 1975.
Le premier classement X pour incitation à la violence date du 13 avril 1976 pour La Chasse sanglante de  Peter Collinson,,. Le dernier film à être classé X pour incitation à la violence fut Zombie en mai 1980.
Le dernier classement X pour pornographie date de 1996 pour Elle ruisselle sous la caresse d'Alain Payet,.

### Après les années 1990
Après 1996, plusieurs films ont encore fait l'objet d'une proposition de classement X, parmi lesquels Caligula de Tinto Brass et Baise-moi de Virginie Despentes (en 2000) et Histoires de sexe(s) d'Ovidie et Jack Tyler (en 2009).
Saisie d'une demande de classement d'une version intégrale pour Caligula, la sous-commission propose le classement X-pornographique. Il n'y a aucune trace dans les archives d'un visionnage en plénière,.
Bien que la sous-commission ayant visionné Baise-moi ait proposé à l'unanimité de classer Baise-moi en X pour pornographie et incitation à la violence, l'assemblée plénière vota, à 13 contre 12, de l'interdire aux moins de 16 ans avec avertissement, l'interdiction aux mineurs simple ayant été abrogée en 1990. À la suite d'un recours de l'association Promouvoir, le Conseil d’État jugea que seul un classement X pouvait garantir que ce film ne puisse être vu par des mineurs. L'interdiction aux moins de 18 ans ayant été rétablie entre-temps, le film Baise-moi fut finalement simplement interdit aux mineurs par le ministre,.
Le classement X de Histoires de sexe(s) n'a jamais été confirmé par le ministère de la Culture, le distributeur ayant préféré retirer sa demande de visa,,,.

### Effets
Cette ghettoïsation du cinéma pornographique a pour conséquence la baisse de leur diffusion dans le réseau de salles spécialisées dont le nombre passe de 200 en 1975 à 136 en 1976 et 72 en 1981.
Selon Ovidie, coréalisatrice de Histoires de sexe(s) (2009), dernier film en date pour lequel la commission de classement propose la classification X,,, la loi a pour effet de ranger le cinéma pornographique dans une catégorie séparée, où la rentabilité est difficile à obtenir, et n'incitant pas à une grande créativité.
A cause des taxes élevées obérant les budgets de ces films ainsi que des contraintes légales, aucun film d'incitation à la violence n'a été diffusé dans une salle de cinéma en France,.

## Royaume-Uni

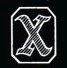
Certificat X utilisé par la BBFC de 1951 à 1970

Le certificat X fut attribué par le British Board of Film Classification de 1951 à 1982 ; jusqu'en 1970, il signifiait que les mineurs de 16 ans ne pouvaient pas assister aux production, âge porté à 18 après cette année,.
Furent classés X les films Jules et Jim, La Fureur de vivre et Le Cuirassé Potemkine.
En 1982, pour éviter les confusions, ce certificat fut remplacé par la mention 18, indiquant que ce film était interdit aux mineurs.